# Tre suite per violoncello
Le Tre suite per violoncello di Benjamin Britten (Op. 72, 80 e 87), sono una serie di tre composizioni per violoncello solista, dedicate a Mstislav Rostropovič. Le suite sono state la prima musica strumentale solista originale che Britten scrisse e dedicò a Rostropovič, ma aveva in precedenza composto una cadenza per il Concerto per violoncello in do maggiore di Joseph Haydn, per Rostropovič, nel 1964. Rostropovič diede le prime esecuzioni di ogni opera ed incise le suite n. 1 e 2.

## Suite n. 1, Op. 72
Britten scrisse la prima suite alla fine del 1964. La prima fu all'Festival di Aldeburgh il 27 giugno 1965. La suite è in nove movimenti, suonati senza pause:
- Canto primo: Sostenuto e largamente
- Fuga: Andante moderato
- Lamento: Lento rubato
- Canto secondo: Sostenuto
- Serenata: Allegretto pizzicato
- Marcia: Alla marcia moderato
- Canto terzo: Sostenuto
- Bordone: Moderato quasi recitativo
- Moto perpetuo e Canto quarto: Presto

La partitura è stata pubblicata nel 1966.

## Suite n. 2, Op. 80
La seconda suite risale all'estate del 1967. Rostropovič eseguì la prima all'Aldeburgh Festival, Snape Maltings, il 17 giugno 1968. La partitura è stata pubblicata nel 1969. I movimenti sono i seguenti:
- Declamato: Largo
- Fuga: Andante
- Scherzo: Allegro molto
- Andante lento
- Ciaccona: Allegro

## Suite n. 3, Op. 87
Britten compose la terza suite nel 1971, ispirandosi all'esecuzione di Rostropovič delle Suite per violoncello solista di Bach. Rostropovič eseguì per la prima volta la suite allo Snape Maltings, il 21 dicembre 1974. Nel 1979 la Britten Estate autorizzò Julian Lloyd Webber a fare la prima registrazione della suite.
La terza suite è in nove movimenti, eseguiti senza pause:
- Introduzione: Lento
- Marcia: Allegro
- Canto: Con Moto
- Barcarolla: Lento
- Dialogo: Allegretto
- Fuga: Andante espressivo
- Recitativo: Fantastico
- Moto perpetuo: Presto
- Passacaglia: Lento solenne

Il pezzo incorpora quattro temi russi, tra cui tre arrangiamenti di canti popolari di Pëtr Il'ič Čajkovskij, che ricordano l'uso di Beethoven dei temi russi nei Quartetti Razumovsky. L'ultima melodia russa, dichiarata semplicemente alla fine del set, è il Kontakion, l'inno russo ortodosso per i morti. Philip Brett considera la terza suite la più appassionata delle tre.